# Keep It Hood
Albums de MC Eiht
Representin'
(2007)
Keep It Hood est un EP de MC Eiht, sorti le 4 janvier 2013.
Cet opus, qui a été entièrement produit par le producteur autrichien Brenk Sinatra, comprend des scratches de DJ Premier.

## Liste des titres
| No | Titre           | Durée |
| -- | --------------- | ----- |
| 1. | Where U Goin' 2 | 3:42  |
| 2. | The Reign       | 3:37  |
| 3. | Bigg            | 2:43  |
| 4. | 811             | 2:36  |
| 5. | Blue Stamp      | 3:45  |
| 6. | Let's Do This   | 2:27  |
| 7. | Make Me Some Mo | 3:28  |